# Кракенове море

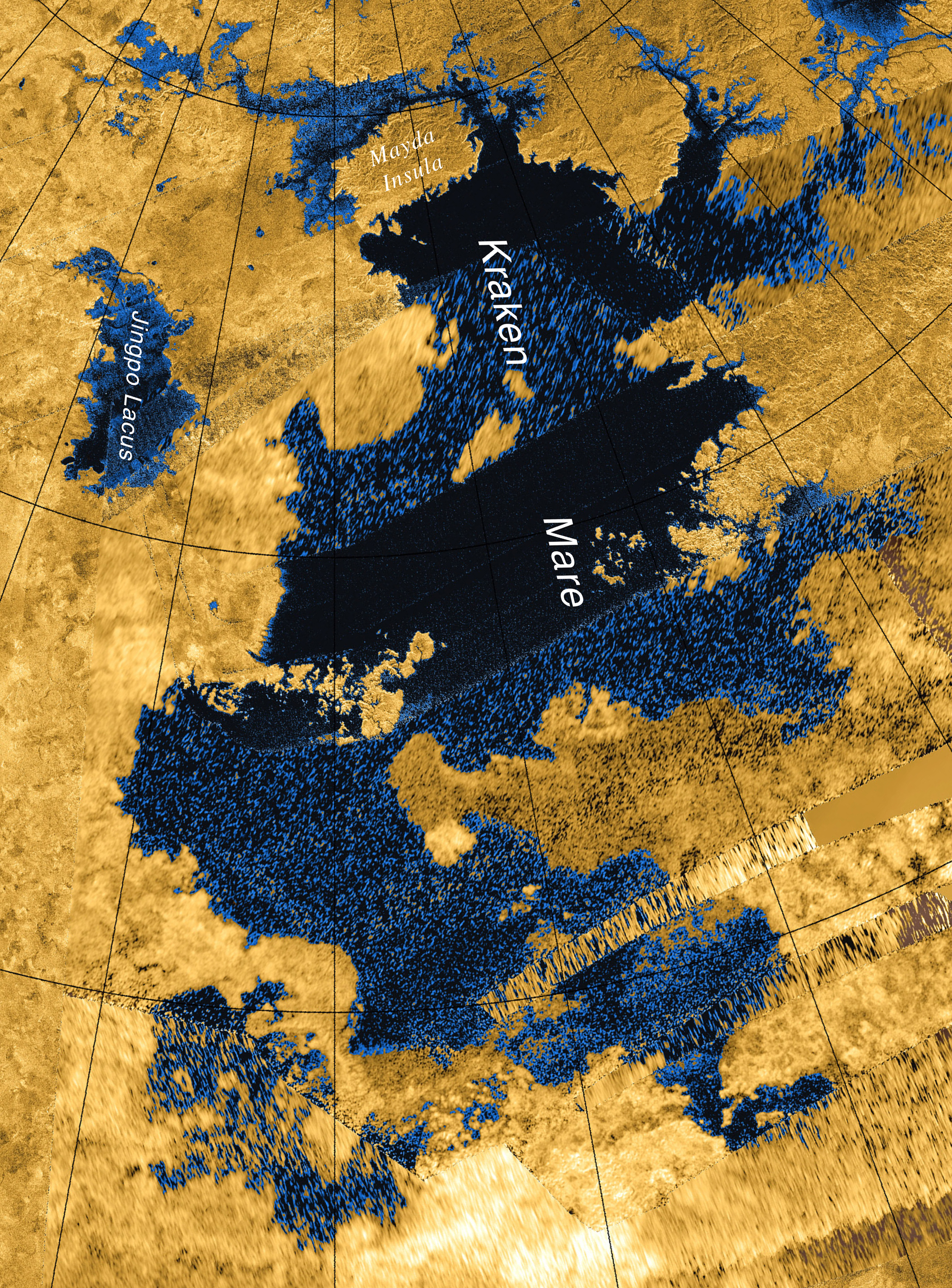
Кракенове море повністю

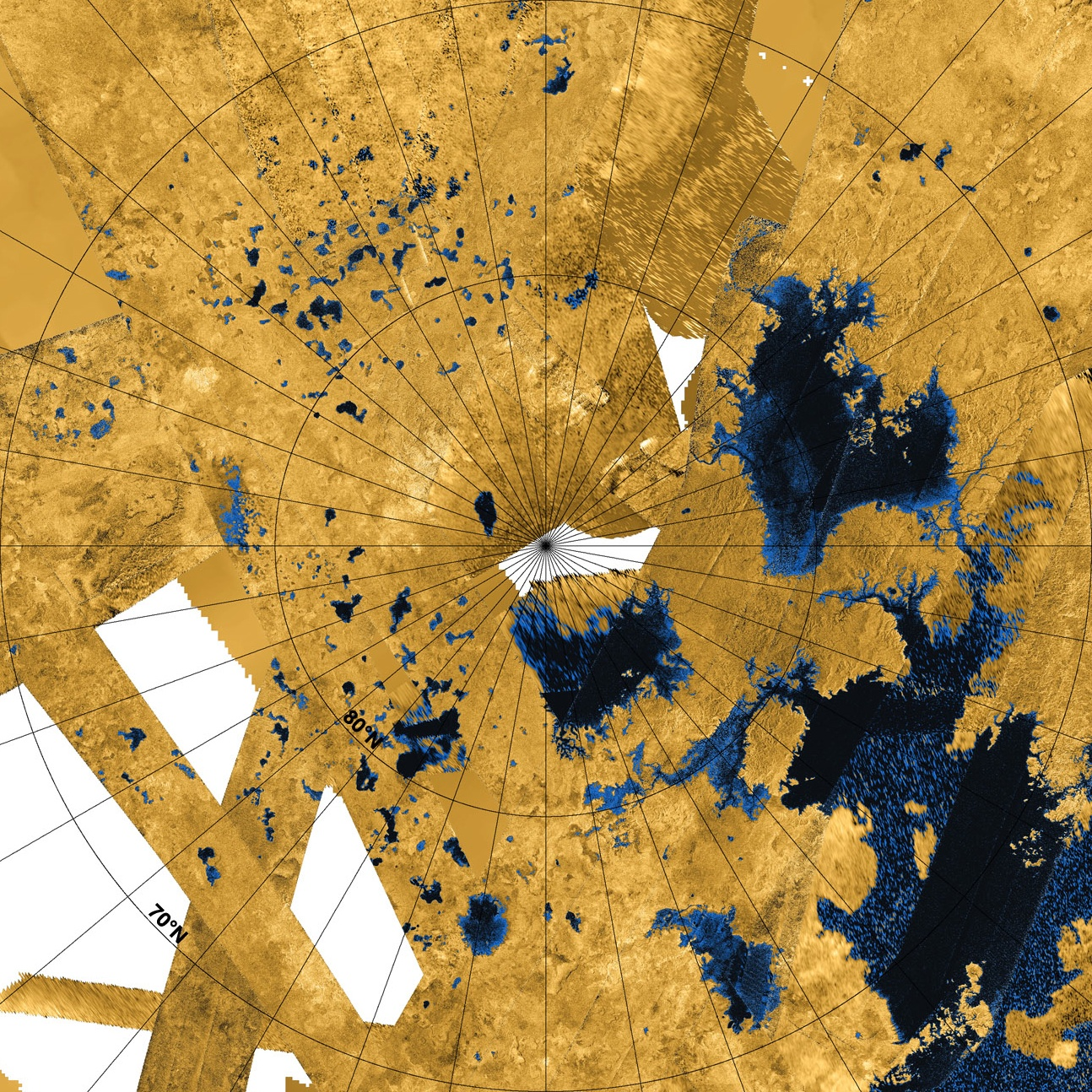
Північна полярна зона Титана (полюс у центрі). Кракенове море у нижній правій частині зображення.

Кра́кенове мо́ре (лат. Kraken Mare) — найбільше вуглеводневе море Титану (супутника Сатурна). Розташований у північній півкулі, координати центра — 68°00′ пн. ш. 310°00′ зх. д. / 68.0° пн. ш. 310.0° зх. д. Море було виявлено у 2007 році зондом «Кассіні» і через рік було названо на честь Кракена — міфічного морського чудовиська. За допомогою радіолокаційної зйомки було встановлено, що Кракенове море складається з вуглеводнів.
Максимальний розмір моря — близько 1200 км, площа — близько 500 000 км². Таким чином, Кракенове море близьке за розмірами до Каспійського моря на Землі.